# Cry Wolf (gruppo musicale)
I Cry Wolf sono un gruppo hair metal formato nella Bay Area di San Francisco nel 1985.

## Storia
Originariamente provenienti dalla Bay Area di San Francisco sotto il nome di Heroes, i futuri Cry Wolf, formati nel 1985, si ricollocarono presto a Los Angeles alla ricerca di fama e fortuna. La formazione era inizialmente composta da Tim Hall (voce), Steve McKnight (chitarra), Phil Deckard (basso), John Freixas (batteria) e JC Crampton (tastiere).
Rubando il bassista Phil Deckard da un'altra band della Bay Area, la band, una volta completata migrò a Los Angeles e incontrò Kent Cooper, che diventò il loro manager.
Poco dopo essere arrivati a Los Angeles, il batterista John Freixas venne sostituito da Paul Cancilla (che aveva già suonato precedentemente con Hall in una band della Bay Area).
Il quartetto iniziò ad incidere una demo di quattro tracce nel 1987 per il costo di 17.000 dollari, ma fu proprio durante le sessioni che il loro tastierista JC Crampton abbandonò il progetto. La band quindi decise di cambiare nome ed il gruppo venne rinominato ufficialmente Cry Wolf nel 1987. Il titolo venne scelto dopo aver scoperto che una band inglese aveva richiesto i diritti sul nome, quindi la band notò che la rivista di San Francisco BAM magazine offriva dei biglietti per un concerto dei Mötley Crüe come premio per il miglior titolo di una band. Il nome Cry Wolf venne estratto come vincitore.
Passarono due anni dopo il primo contratto discografico, inizialmente solo per il mercato giapponese, dove venne pubblicato diverso materiale per l'etichetta Shinjuku. Ciò li porto a partecipare ad un tour di successo in Giappone nel primo 1989.
Vennero infine notati dalla Epic Records giapponese con cui il gruppo incise il debutto omonimo Cry Wolf con relativo tour nel Sol Levante. Il disco venne prodotto da David DeVore, noto per le su collaborazioni con gruppi come REO Speedwagon e Foreigner. 
L'album conteneva solo una delle quattro canzoni del singolo, intitolata "Back To You", e la reinterpretazione dei Beatles "I Am The Walrus". Successivamente l'etichetta indipendente del New Jersey Grand Slamm Records firmò un contratto con la band per il mercato americano ri-pubblicando il debutto ma con il titolo di Crunch nel 1990, dove vennero incluse anche le quattro tracce demo che erano state escluse in precedenza.
In questo disco vennero escluse invece le tracce "I Am The Walrus" e "Wings" e vennero sostituite da "Road To Ruin", "On The Run" e "Dirty Dog Night". Il gruppo ottenne un elevato successo su MTV in Giappone grazie al video di "West Wind Blows", ma venne realizzato anche il video di "Pretender" per il programma di MTV Headbangers Ball. La band supportò gruppi come Kings-X, Savatage, Every Mother's Nightmare, Saigon Kick, Judas Priest, Lynch Mob e molti altri. Tuttavia il disco non ricevette la giusta sponsorizzazione anche a causa del mancato contratto con una grossa major.
Durante un concerto a Houston, Texas nel 1991, in un tour di supporto ai Crunch, venne rubato loro il camion con a bordo tutto l'equipaggiamento. A quel punto, Paul Cancilla demoralizzato decise di abbandonare la band. Venne quindi arruolato il batterista dei concittadini Murder Bay John E. Link, dopo aver cambiato management. La band continuò la carriera con il nome di Cry Wolf fino al 1992 indirizzandosi su sonorità più dure e pesanti, e progettando l'uscita di un eventuale secondo album. Sfortunatamente questo non venne mai registrato a causa del fallimento della Grand Slam. Poco dopo, John abbandonò il progetto e il gruppo cambiò nome in Shed, ma con l'esplosione del fenomeno musicale grunge, la band decise di sciogliersi ed intraprendere strade differenti.

### Dopo lo scioglimento
Steve McKnight entrò nella band dell'ex frontman degli Anthrax Neil Turbin chiamata Deathriders. McKnight scrisse del materiale con il suo vecchio amico Mike Inez (Alice in Chains, Heart) ed il batterista Ben Smith (Heart). Tim Hall intraprese la carriera solista, pubblicando il discoImperfection (1997). Il bassista Phil Deckard suonò con Tim per anni. John E. Link fondò l'etichetta indipendente Sonic Legacy Records, continua a suonare la batteria, comporre musica e produrre materiale di band emergenti. Paul Cancilla suonò nell'album di Kuni Fucked Up! (2000).
Nel 2007 i Cry Wolf si riunirono suonando alcuni tour, e continuano tutt'oggi l'attività live. Nel 2009 annunciano una nuova riunione con i membri originali Tim Hall, Steve McKnight, Phil Deckard, ed il nuovo batterista Chris Moore e la futura pubblicazione di un nuovo album in studio.

## Formazione

### Formazione attuale
- Tim Hall - voce (1985–1994, 2007-oggi)
- Steve McKnight - chitarra (1985–1994, 2007-oggi)
- Phil Deckard - basso (1985–1994, 2007-oggi)
- Chris Moore - batteria (2009-oggi)

### Ex componenti
- John Freixas - batteria (1985-1987)
- JC Crampton - tastiere (1985-1987)
- Harley Mannix - batteria (1994-1996)
- John E. Link - batteria (1991–1993, 2007-2008)
- Paul Cancilla - batteria (1986–1991, 2007-2008 riunione tour)

## Discografia
- 1989 Cry Wolf
- 1990 Crunch